# Macrodactylus lineaticollis
Macrodactylus lineaticollis är en skalbaggsart som beskrevs av Bates 1887. Macrodactylus lineaticollis ingår i släktet Macrodactylus och familjen Melolonthidae. Inga underarter finns listade i Catalogue of Life.